# 성 베드로 광장

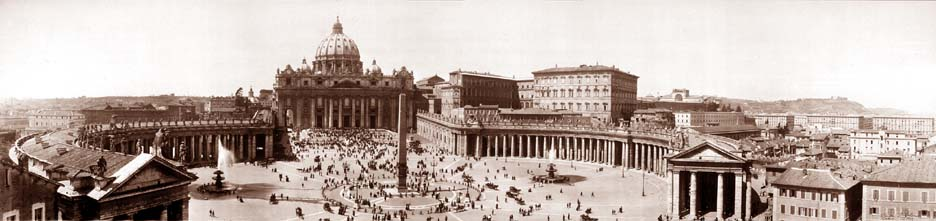
1909년 성 베드로 광장과 대성전

성 베드로 광장(이탈리아어: Piazza San Pietro)은  바티칸 시국에 있는 성 베드로 대성전의 바로 앞에 조성된 광장이다. 광장은 로마 시의 보르고 리오네 구역과 동쪽으로 접경을 이루며, 최대 30만 명까지 수용할 수 있다.
성 베드로 광장의 설계자는 잔 로렌초 베르니니이다. 베르니니는 성 베드로 대성전을 설계하면서, 가톨릭교회가 그곳을 찾아오는 모든 사람을 포용하고 있다는 뜻을 전하고자 했다. 그는 미켈란젤로가 설계한 성 베드로 대성전의 돔을 머리로 두고, 반원형의 회랑 두 개를 팔로 묘사함으로써 성 베드로 대성전이 두 팔을 벌려 사람들을 모아들이는 모습을 표현하였다. 성 베드로 광장 양편에 각각 네 줄로 늘어선 토스카나식 기둥 284개와 벽에서 돌출된 기둥 88개로 이루어진 베르니니의 회랑은 1656년에 공사를 시작하여 1667년에 완공되었다. 16m 높이의 원기둥꼴 대리석 기둥 위에 있는 140개의 성인상은 베르니니의 제자들이 조각한 것이다.

## 역사
성 베드로 대성전 앞에 펼쳐진 광대한 공간은 교황 알렉산데르 7세의 명령에 따라 잔 로렌초 베르니니가 1656년에서 1667년까지 다시 설계하였다. 그리하여 대성전 입면의 중앙 부분과 바티칸 궁전의 창문에서 교황이 군중에게 보내는 강복 모습을 최대한 많은 사람이 볼 수 있게끔 적당한 크기의 앞마당으로 설계되었다. 베르니니는 성 베드로 광장의 실내 설계에만 수십 년을 보냈다. 이윽고 그는 자신의 유명한 열주랑을 통해 공간에 질서를 주었다. 고전적 건축표현 양식에서 가장 단순한 정렬인 도리스식의 토스카나 주식(柱式)을 사용하였는데, 이는 카를로 마데르노의 궁전 같은 입면과 경쟁하지 않기 위해서였다. 그러나 공간을 적합하게 하고 외경의 감정을 불러 일으키도록 그는 전에 없는 거대한 비례를 사용했다.

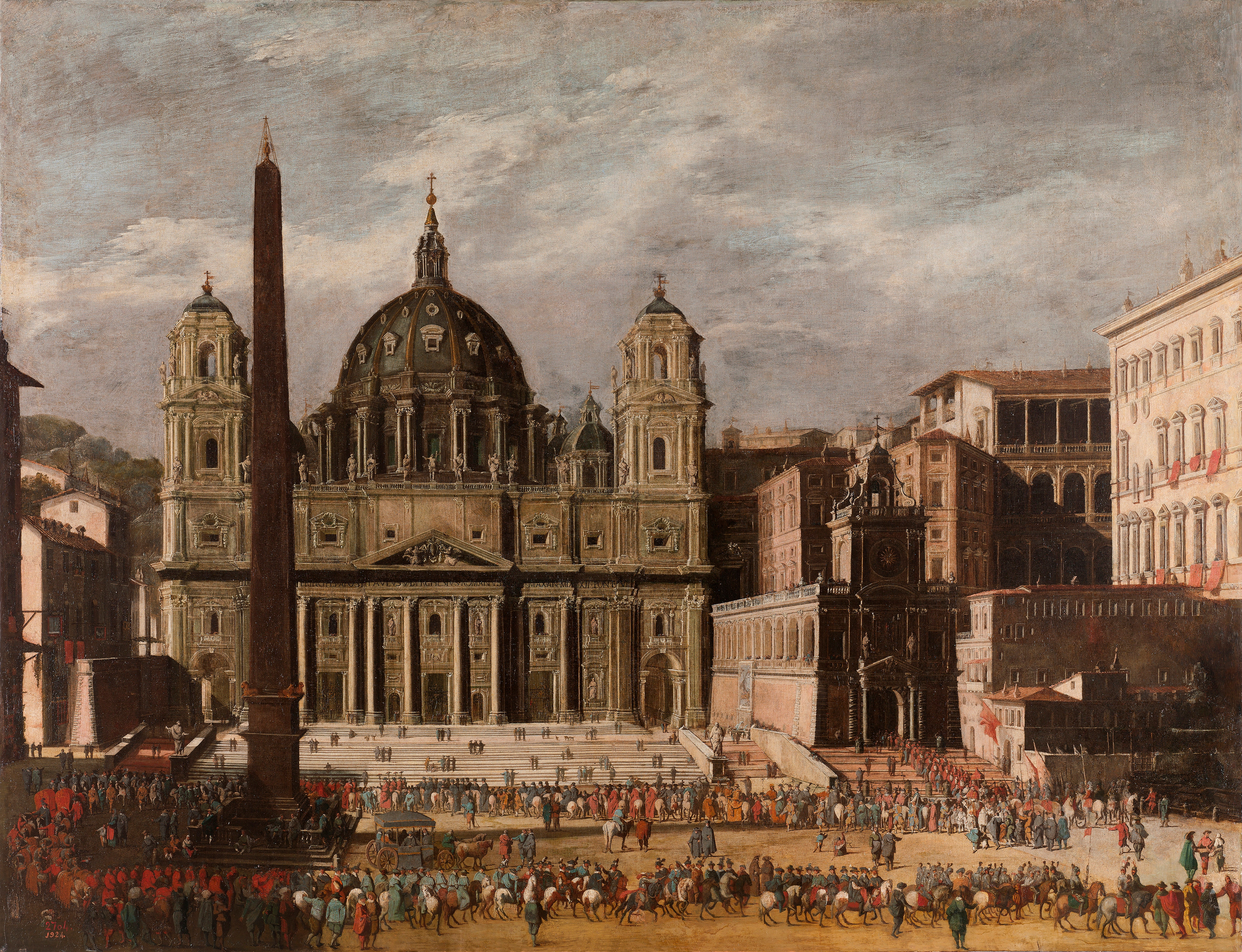
1630년대의 광장, 비비아노 코타치의 그림

광장 부지의 실현성은 이미 존재하는 구조물들 때문에 많은 제약에 걸려 있었다(오른쪽 그림 참조). 바티칸 궁전에 부속 건물들이 자꾸 첨가되면서 밀집하자 어느새 대성당의 전면 오른쪽에 있는 공간에 꽉 들어찼다; 교황의 아파트들을 눈에 띄지 않게 가리도록 구성해야 했다. 중앙에는 오벨리스크가 세워졌고, 광장 한쪽 구석에는 카를로 마데르노가 만든 화강암 분수가 자리 잡고 있었다. 베르니니는 분수가 타원의 초점처럼 보이도록 하였다.
마데르노의 분수는 베르니니가 설계한 열주랑에 둘러싸였고, 결국 1675년 그가 죽기 5년 전에 옆자리에도 분수가 하나 더 생겼다. 대성전을 떠나는 방문자들에게 원근법적 효과를 높임으로써 훌륭한 솜씨의 바로크 극장으로 칭송받은 광장의 사다리꼴 형태는 부지 제약으로 말미암은 큰 성과였다.
거대한 토스카나식 열주랑과 네 개의 기둥이 깊숙이 들어간 틀이 대성당과 그 앞에 있는 육중한 타원형의 영역에 사다리꼴 모양의 입구를 이루고 있다. 대성전의 입면에 평행인 타원의 장축은, 바로크의 기념비적 접근법의 특징인 전진하는 운동의 연속을 중단시킨다. 사다리꼴 입구와 대조되는 광장의 타원형 중앙부는 베르니니의 표현에 따르면 ‘어머니 같은 팔’로 방문객을 에워싼다. 남쪽으로는 왜금송들의 지평선 너머에 떠오르는 바르베리니 정원과 더불어 열주랑이 공간을 정의하고 형태를 갖추게 하였다. 북쪽에서는 열주랑이 바티칸의 건물들을 구별하지 못하도록 희미하게 만든다; 바티칸 궁전의 위층이 열주랑보다 높이 치솟아있다.

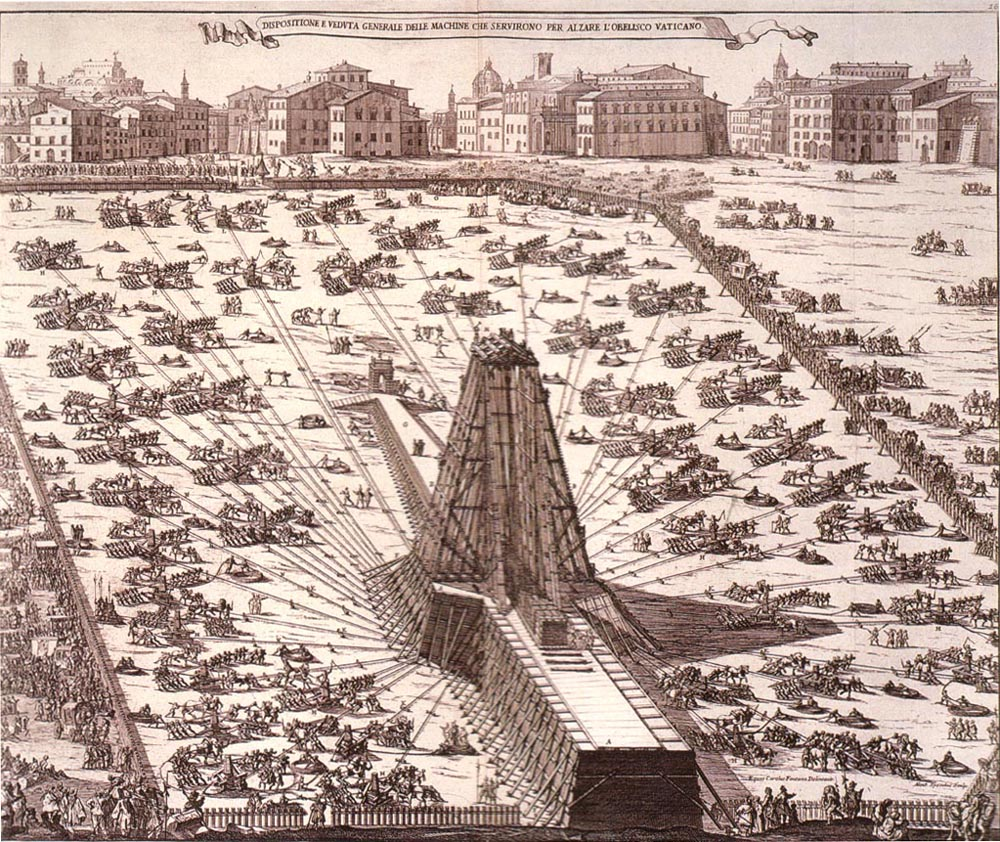
1586년에 오벨리스크를 현 위치로 옮겨 놓았다.

타원의 중앙에는 붉은 회강암으로 이루어진 이집트 오벨리스크가 세워져 있다. 이 오벨리스크는 25.5m 높이의 청동 사자들로 지탱하고 맨 위에 있는 십자에서 41m 떨어진 키지 가문의 청동 문장 위에 올려져 있다. 기원전 13세기에 세워진 이 오벨리스크는 네로 경기장의 중앙 스피나로 기원후 37년 황제 칼리굴라가 옮겨서 세웠다. 네로 경기장은 현재 대성전의 왼쪽에 남아 있다. 이 오벨리스크는 1586년 교황 식스토 5세의 지시로 기술자 겸 건축가인 도메니코 폰타나가 지금의 위치로 옮겼다.
이 탑을 옮기는 작업에는 수백 필의 말과 수천 명의 근로자가 동원되었고, 굵은 나무와 밧줄, 안전목 등이 사용되었다. 무게가 320톤이나 되는 이 거대한 돌덩이를 세우는 것은 무척이나 주의를 기울여야 하는 작업이었기에, 그 광경을 지켜보는 사람들은 어떤 소리도 내서는 안 된다는 엄명이 떨어졌다. 한 마디라도 소리를 낼 경우엔 바로 큰 벌을 내리겠다는 엄명이 떨어졌다. 그러나 작업을 시작하자 밧줄과 밧줄이 마찰을 일으키면서 불이 붙었다. 그대로 작업을 계속하면 밧줄도 끊어지고 탑도 넘어질 것이 뻔했다. 그러나 모두가 아무 말도 못하고 그 광경을 바라보고만 있었다. 소리를 내면 그 자리에서 벌을 내리겠다는 엄명 때문이었다. 그때 한 사람이 “밧줄에 물을 부으시오!”라고 외쳤다. 선원이었던 그 남자는 사태의 심각성을 정확하게 파악하고 있었을 뿐 아니라, 해결 방법도 알고 있었다. 그의 말에 따라 즉시 밧줄에 물이 부어졌고, 근로자들은 아무 사고 없이 그 일을 마칠 수 있었다. 자신의 목숨을 내어 놓고 고함을 지른 용감한 선원은 처벌받은 대신 교황으로부터 성지주일에 성 베드로 대성전에 종려나뭇잎(성지가지)을 공급할 수 있는 권한을 상으로 받았다. 그의 후손들은 오늘날까지도 그 특권을 누리고 있다.
바티칸의 오벨리스크는 로마에서 유일하게 한 번도 쓰러진 적이 없는 오벨리스크이기도 하다. 중세 때에는 사람들 사이에서 오벨리스크 꼭대기에 있는 금으로 된 공 안에 율리우스 카이사르의 유골이 포함되어 있다는 이야기가 떠돌았다. 나중에 폰타나는 오벨리스크 꼭대기에 있었고 먼지만 발견된 고대의 금속 공을 제거했다(현재는 로마 미술관에서 보관 중). 베르니니는 오벨리스크를 세우는 작업에는 참여하지 않았지만, 그는 이 구조물을 자신의 웅장한 광장 한가운데에 두었다. 오벨리스크의 꼭대기에는 십자가가 설치되었는데, 이는 이교도에 대한 그리스도교의 승리와 다스림을 나타내는 의미를 가지게 되었다.
석회화에 있는 방사선에 따라 안에서 자갈들이 되었을 것들을 안정시키기 위한 포석이 많이 있다. 정오에 태양이 황도의 각 표지에 들어갈 때 오벨리스크의 그림자 끝을 표시하고자 1817년에 둥근 돌들을 배치하였다. 이로 말미암아 오벨리스크는 거대한 해시계의 바늘 역할을 하게 되었다.

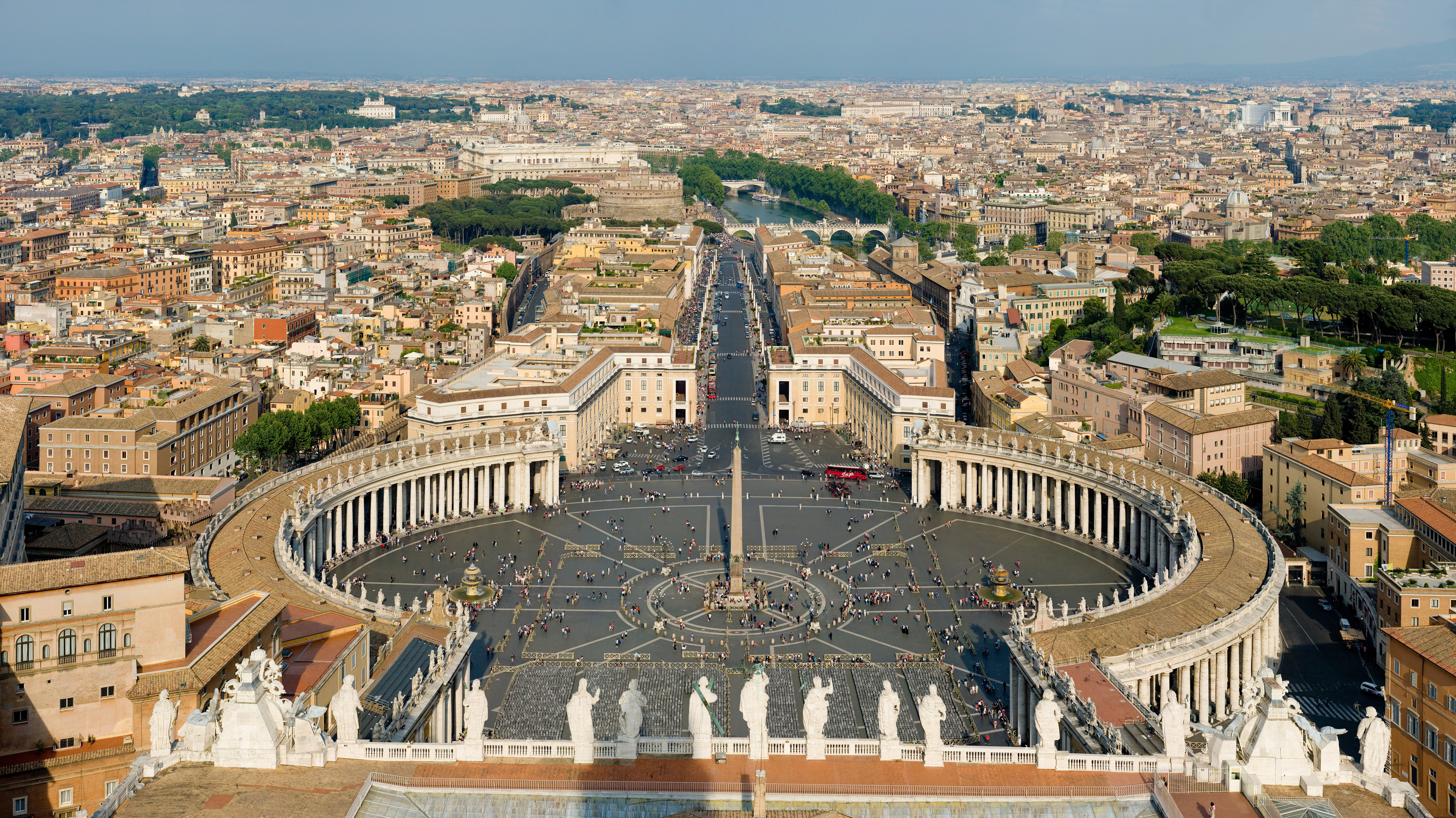
무솔리니 대로와도 접하는 베르니니의 광장은 비아 델라 콘칠리아치오네까지 확장되었다.

성 베드로 대성전은 “화해의 길”이라는 뜻의 비아 델라 콘칠리아치오네로 통하는 대로를 따라 산탄젤로 다리까지 이어져 있다. 비아 델라 콘칠리아치오네는 1929년에 로마 교황청과 이탈리아 정부가 체결한 라테란 조약을 기념하고자 1937년에 착공하여 1950년 대희년을 맞아 개통되었다. 비아 델라 콘칠리아치오네 양편에는 아름다운 건물들이 나지막하게 줄지어 있고 그 길이 끝나는 곳에 베르니니가 설계한 성 베드로 광장이 나타난다. 한 때 광장으로 가는 이 대로를 점유하던 중세 시대 아파트 700여 채는 1936년 10월 23일 베니토 무솔리니에 의해 철거가 시작되었으며, 1937년 10월 8일에 완전히 파괴되었다. 오늘날에는 산탄젤로 성에서도 성 베드로 대성전을 쉽게 볼 수 있다.